# Gaillet gratteron
Galium aparine
Espèce
Classification phylogénétique
Le Gaillet gratteron  (Galium aparine L.) est une plante herbacée très commune de la famille des Rubiacées.

## Étymologie et dénominations
Une croyance populaire répandue mais invalidée par de nombreux auteurs, allègue la présence d'une enzyme permettant de faire cailler le lait. Cette propriété serait à l'origine de l'étymologie populaire « caille-lait » issue du nom de genre Galium (du grec γάλα, γάλακτος, gala, galaktos signifiant « lait »). L'épithète aparinê désignait en grec cette plante dans l'Antiquité et vient peut-être du grec ἀπαρίνη signifiant « qui agrippe »,, dérivé de ἀπαίρω (lever, enlever).
On connaît aussi cette espèce végétale sous les noms de "rièble", "grateron", "gratte-langue", "saigne-langue", "gaille", "gaillet accrochant", "herbe collante", "anis sucré", "chō d'âné", "japissou", "plaque-madame". Plusieurs de ces noms vernaculaires font référence aux petits aiguillons recourbés qui couvrent les tiges et les fruits, ce qui lui permet de grimper sur d'autres végétaux ou, à ses fruits globuleux — les petites « boules » —, de s'accrocher aux vêtements ou aux poils des animaux afin de disséminer ses graines.

## Description

### Appareil végétatif
Sa taille varie de 20 cm à 2 m. La partie souterraine est constituée d'une racine principale assez grêle. C'est une plante très accrochante à tige grêle quadrangulaire, renflée aux nœuds, longue de 30 cm à 1 m, très rude parce qu'elle est garnie sur les angles de petits aiguillons rebroussés qui lui permettent de grimper en s'accrochant aux autres plantes. Si de tels supports ne sont pas disponibles, le gaillet poursuit son cycle de développement comme une plante prostrée. À l'inverse, en cas d'une population de forte densité,
des pieds de Gaillet gratteron peuvent servir de support à des individus de la même espèce.
Les feuilles oblongues, très allongées ou ovales (longueur de 12 à 60 mm et largeur de 3 à 8 mm), sont en apparence verticillées par 6 à 9 par suite de la transformation des stipules en feuilles ordinaires (pseudo-verticille résultant du dédoublement des stipules). Munies d'une seule nervure, elles sont hérissées à leur face supérieure de petits aiguillons dirigés vers le haut et sur leurs bords, de petits aiguillons dirigés vers le bas.
Il peut être parasité par Cecidophyes galii, un acarien de la famille des Eriophyidae responsable de galles.

### Appareil reproducteur
Plante hermaphrodite à floraison estivale, ses fleurs actinomorphes de 2 mm de diamètre sont blanchâtres ou verdâtres, en inflorescence axillaire (4 à 5 fleurs par pédoncule muni de 5 à 6 bractées). À chaque verticille, ce n'est ordinairement qu'à l'aisselle de l'une ou des deux vraies feuilles que se développe un rameau : les fleurs sont disposées par petites cymes rameuses dépassant longuement les feuilles. Elles sont constituées d'un calice caduc à 4 dents très courtes, d'une corolle gamopétale à 4 lobes mucronés et de 4 étamines alternant avec les lobes de la corolle. Le pistil est formé de 2 carpelles soudés et de 2 styles. Ses fruits globuleux, d'une longueur de 3 à 7 mm, sont des diakènes schizocarpes. De couleur verte, ils sont densément recouverts de poils crochus portés chacun par un petit tubercule, trichomes qui facilitent la dissémination épizoochore.

## Cycle
C'est une plante annuelle hivernale qui fleurit de mai à octobre.
Une des adventices qui résiste le mieux à la saison hivernale.

## Distribution et habitat
Cette plante eurasiatique, introduite dans le monde entier, est très commune en France. Cette espèce bioindicatrice se rencontre dans les moissons, les friches rudérales, les haies, les bordures de champs et les broussailles jusqu'à 1 000 m d'altitude. Dans les villes, elle pousse au pied des murs et des arbres. Elle apprécie les sols argileux humides et aussi les nitrates (c'est un nitrophyte ou plante nitrophile souvent associée à l'ortie dioïque). Thérophyte de demi-ombre, rudérale, elle est une espèce indicatrice de l'eutrophisation des milieux.
Plusieurs caractéristiques la prédisposent à l'envahissement : développement rapide de ses semences, floraison hâtive après une courte période de croissance végétative, autocompatibilité, adhésivité des fruits et des feuilles qui favorisent sa dispersion et la contamination des cultures, résistance aux herbicides de phénoxy et émergence des jeunes plantes pendant toute la saison de croissance, ce qui les aide à échapper aux herbicides et au travail du sol.

## Impacts
Plante adventice résistante aux herbicides, elle se rencontre couramment dans les cultures maraîchères, les pâturages, les vignes et les champs de diverses plantes cultivées, pouvant notamment réduire les rendements de cultures céréalières de 30 à 60 % par effet de verse.

## Usage

### Alimentaire
La torréfaction de ses fruits bien mûrs (lorsqu'ils commencent juste à brunir) fournit l'un des meilleurs succédané de café (plante qui appartient à la même famille) mais moins riche en caféine, ce qui explique son emploi comme pseudo-café pendant le blocus continental, et encore au début du XXe siècle en Angleterre où il est désigné comme le café des riches car il restait cher à fabriquer. Cueillis juste mûrs, lorsque leur couleur passe du vert au brun, et correctement torréfiés, leur arôme en est très proche. Il est probable que les graines des autres espèces du genre Galium pourraient fournir un succédané de même qualité mais elles sont trop petites pour être utilisées.
Les feuilles et tiges jeunes (avant que la plante ne s'imprègne de silice et ne devienne trop dure) ont un goût qui rappelle celui des pousses de petit pois et peuvent être consommées crues (en salade, jus, pesto) ou de préférence cuites (en soupe) pour enlever la texture rêche. Elles sont riches en vitamine C.

### Autres
Ce gaillet connaît de multiples usages et accompagne sans doute l'humanité depuis longtemps : médicinal (comme hypotenseur, antispasmodique, diaphorétique, diurétique, utilisé notamment en infusion ; vulnéraire en usage externe, en pommade pour soigner certaines maladies de la peau), tinctorial (par sa racine), fourrager (pour nourrir la volaille ou encore comme récurant (feuillage qui gratte).
La plante était également utilisée comme paille de rembourrage de matelas. Comme l'aspérule odorante, ses feuilles et tiges froissées peuvent être employées comme déodorant naturel. Ce gaillet contient en effet le même glucoside (aspéruloside) que l'aspérule mais contrairement à cette dernière, au séchage il ne produit pas, sous l'action d'un ferment, de la coumarine dont l'odeur de vanille persiste plusieurs années.
Les akènes munis de crochets tels que ceux de la bardane et du Gaillet gratteron sont à l'origine de l'invention biomimétique du Velcro. Le « Gaillet accrochant » donne lieu d'ailleurs à des jeux buissonniers au cours desquels les enfants collent les tiges sur les dos des autres ou glissent ses graines dans la chemise.
Comme toutes les espèces de gaillet, il est comestible mais désagréable en bouche à cause de ces crochets (d'où le nom vernaculaire de « gratte-langue »). Les variétés vivaces sans crochets, bien que moins tendres et juteuses, sont beaucoup plus agréables. Toutes les variétés font un thé plaisant.

## Galerie

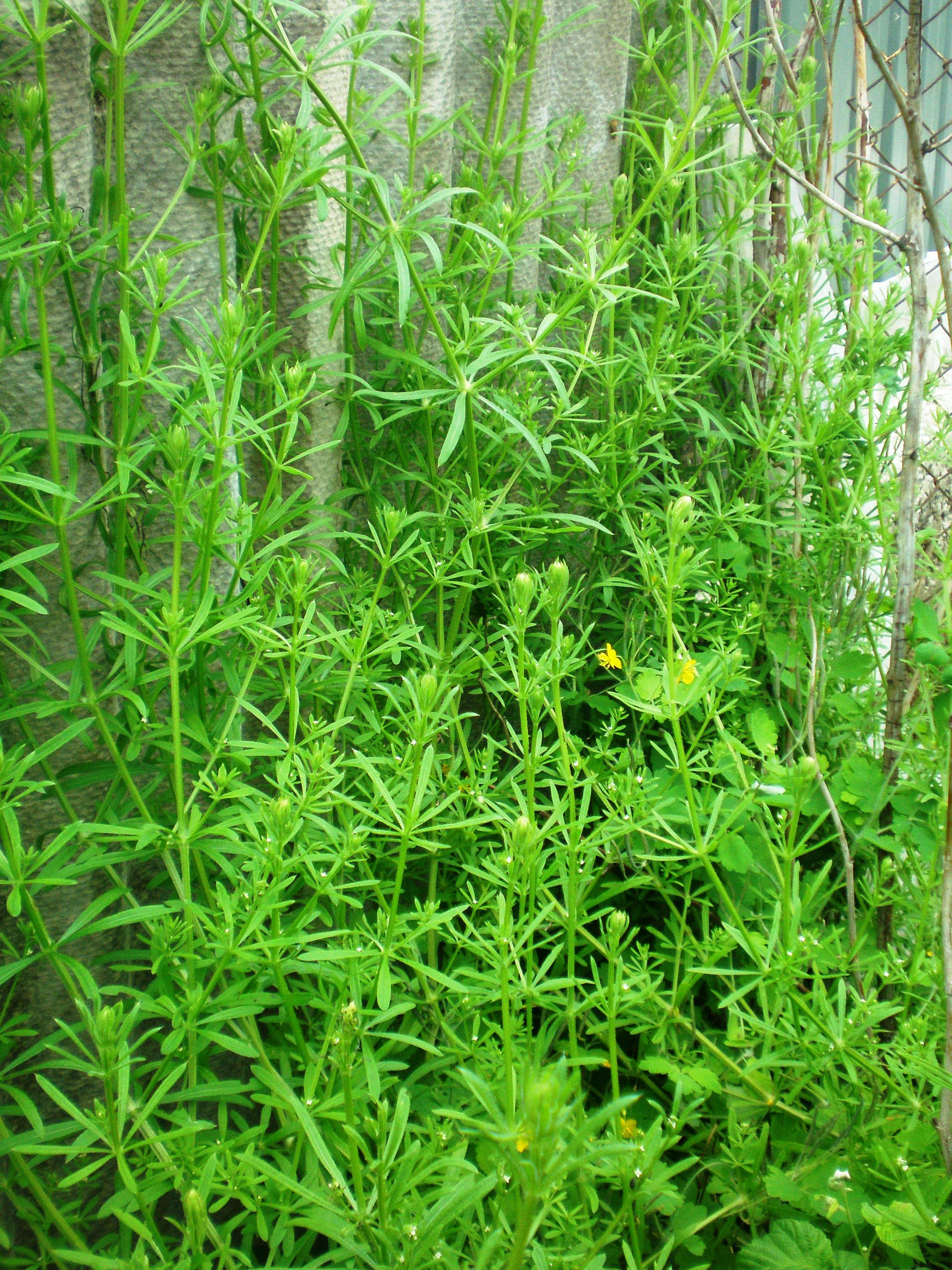
Habitus.
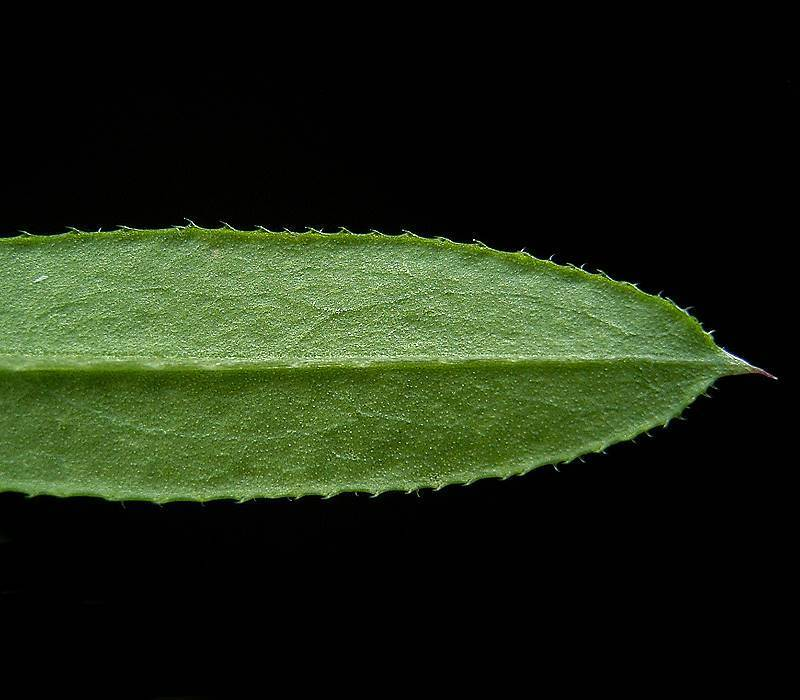
Feuille dentée.
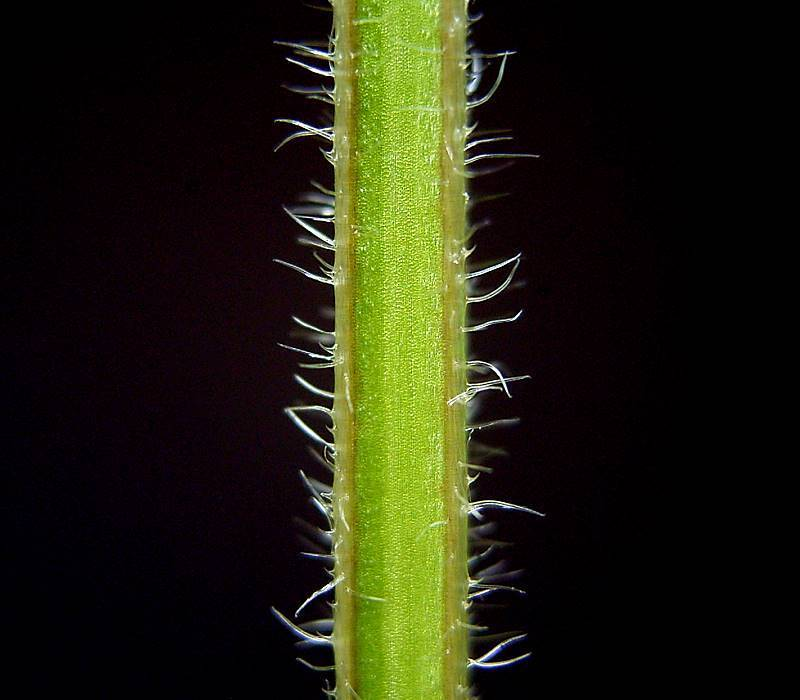
Tige garnie d'aiguillons.
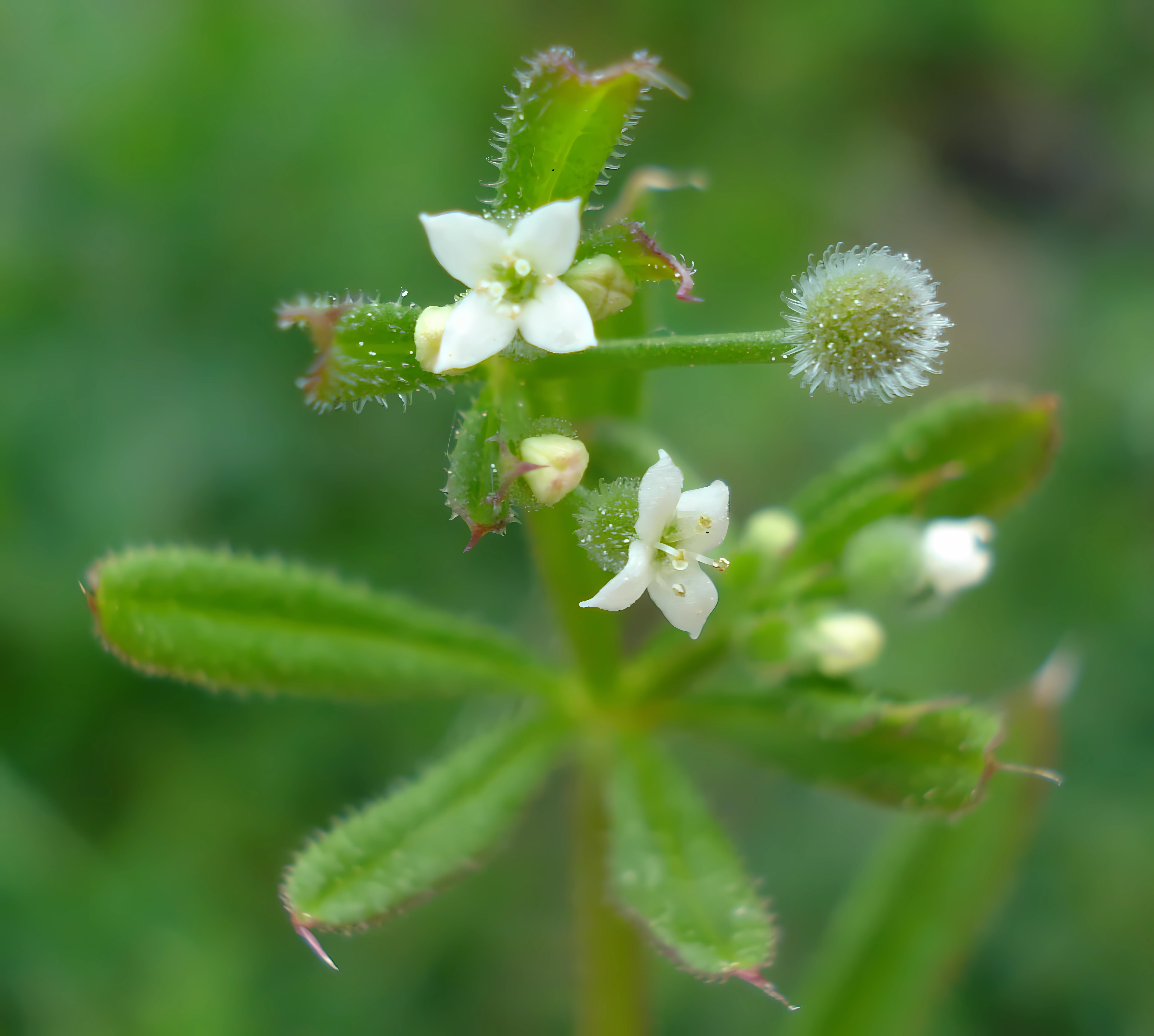
Fleurs.
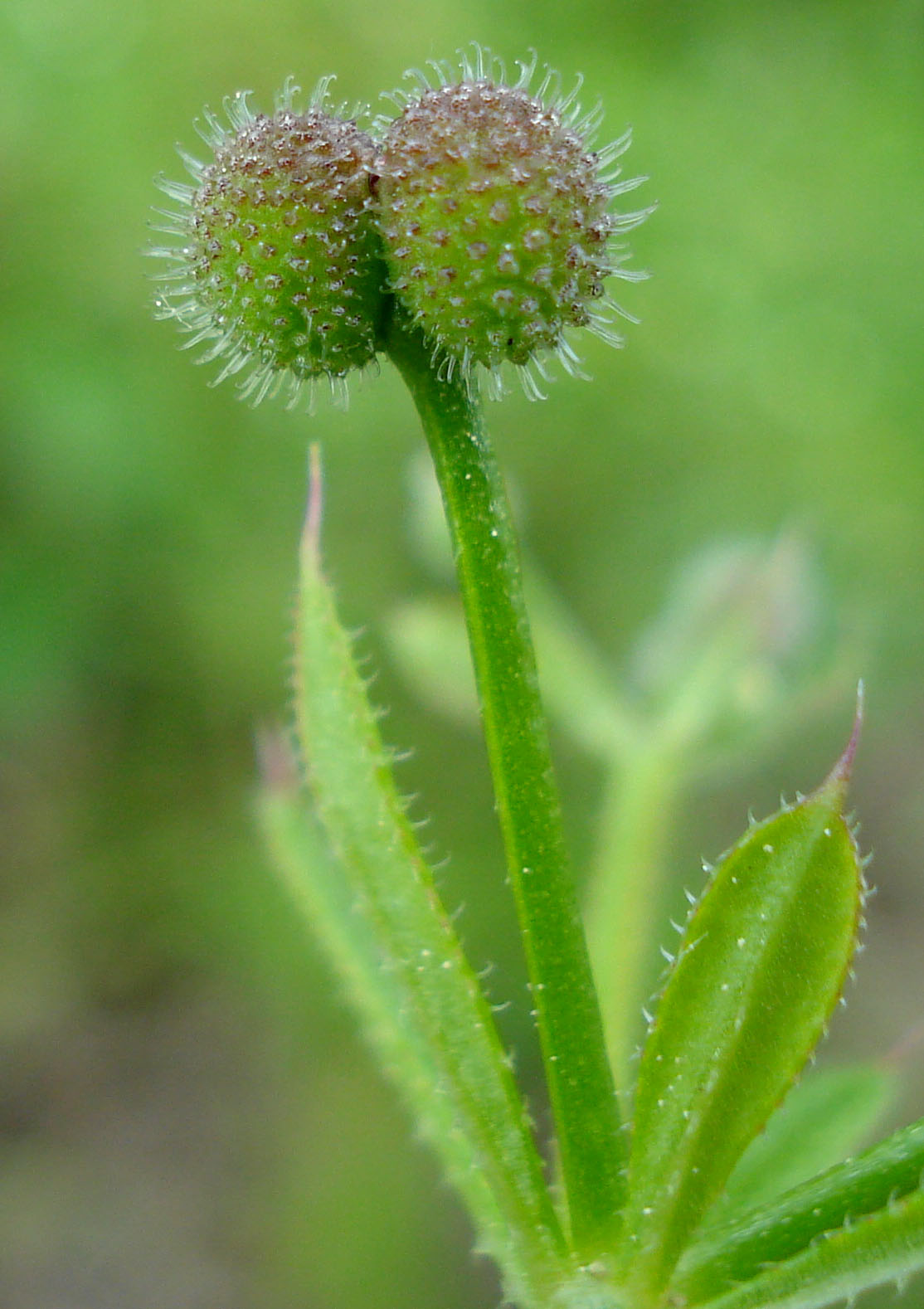
Fruit densément couvert de poils crochus.